# Agilaz

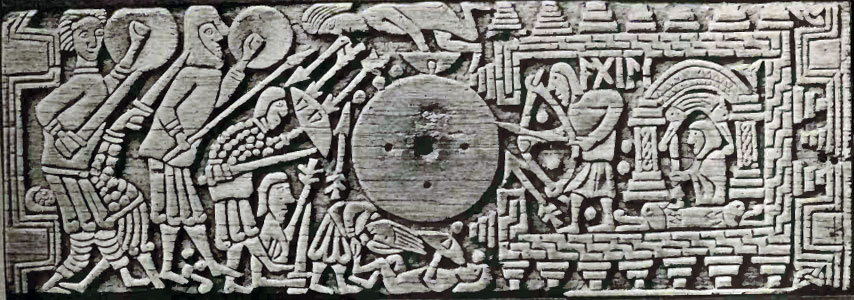
Detalle del grabado de la tapa del cofre de Auzon que muestra la leyenda perdida de Agilaz.

Agilaz (apelativo protonórdico de *Egil) fue un héroe legendario de Völundarkviða y la saga de Thidrek. La leyenda aparece en testimonios arqueológicos sobre Ægil en inglés antiguo en el cofre de Auzon y el alamánico Aigil de la hebilla de Pforzen.
La versión protonórdica de la leyenda presenta a Egil como un renombrado arquero que se defendió junto a su esposa Alruna (Olrun), frente a numerosos atacantes. El testimonio de la hebilla de Pforzen es incierto al margen de los nombres Aigil y Ailrun, posiblemente se puede añadir que lucharon juntos en una batalla a orillas del río Ilz, que fluye a lo largo del bosque bávaro. El cofre de Auzon muestra una escena con Aegil y su esposa, disparando flechas contra las tropas hostiles.

## Völundarkviða
Según Völundarkviða, Egil es hijo del caudillo de los frisones Finn, hermano menor de Slagfiðr, y hermano mayor de Völundr. Los tres hermanos casaron con valquirias que conocieron en forma de cisne. Slagfiðr casó con Hlaðguðr svanhvít, y Völundr con Hervör alvitr, hijas del rey Hlödver, mientras Egil casó con Ölrún, hija del emperador romano Kjárr de Valland.

## Saga de Thidrek
En la saga de Thidrek, Egil aparece como un certero maestro arquero que en una occasion se ve forzado a disparar una flecha a una manzana que el rey Níðuðr obligó a colocar sobre la cabeza de su hijo. Tenía dos flechas, pero solo necesitó la primera para acertar. Cuando el rey le preguntó para que quería dos flechas, le contestó que si hubiera fallado y matado a su hijo, la segunda flecha era para el rey. La historia es comparable con otras leyendas germánicas como Guillermo Tell y Palnatoke. 

Al contrario que con Guillermo Tell, el rey no intenta castigar a Egil, al contrario le agradece la franqueza. Su hermano Völundr es lisiado por Nidung y permanece cautivo en su corte. Para ayudar a su hermano, Egil le dispara a los pájaros y recoge sus plumas, para que Völundr haga un par de alas y pueda escapar. Völundr enlaza una vejiga llena de sangre alrededor de su cintura y cuando Nidung ordena a Egil que dispare al fugitivo, solo apunta a la vejiga para engañar al rey y permitir a Völundr que se vaya lejos.